# グレースの履歴
『グレース』は、源孝志による日本の小説。2018年に、タイトルを『グレースの履歴』（グレースのりれき）に改題、河出書房新社より発行された。
2023年にNHK BSプレミアム・NHK BS4Kにてテレビドラマ化（後述）。

## 書籍情報
- 源孝志『グレース : Take me to the final destination』文芸社、2010年11月17日。ISBN 978-4-28-608297-4。
- 源孝志『グレースの履歴』河出書房新社、2018年7月6日。ISBN 978-4-30-941620-5。

## テレビドラマ
NHK BSプレミアム・NHK BS4Kの「プレミアムドラマ」枠にて2023年3月18日から5月7日まで放送された。

### キャスト
蓮見希久夫
演 - 滝藤賢一
主人公。製薬会社の研究員。
蓮見美奈子
演 - 尾野真千子
希久夫の妻。海外のアンティーク家具を扱うバイヤー。
藤木俊彦
演 - 伊藤英明
美奈子の元恋人。一流商社マンだったが、今は茅ヶ崎で蕎麦屋を営む。
冨樫由起夫
演 - 柄本佑
希久夫の生き別れになった実弟。杜氏だった継父の影響で蔵人になり、今は滋賀県近江八幡にある酒蔵の蔵人頭。既婚、夫婦と息子、母と5人一緒に暮らしている。
羽田純哉
演 - 林遣都
旅の途中、滋賀の伊吹山で希久夫が拾ったヒッチハイカー。青森出身。上司のパワハラで地元の新聞社を辞め、自分の人生を見つめ直す旅をしている。
仁科晴香
演 - 山崎紘菜
英語教師。長野県にある女子高校に勤務。祖父の影響で、無類のバイクが好き。理系の男がタイプで、希久夫が気になっている。
藤木紗江
演 - 黒谷友香
俊彦の妻。元プロサーファー。2人の連れ子がいる姉さん女房。
蓮見敬一郎
演 - 中原丈雄
希久夫の父。大手ゼネコンのトンネル工事の技術者だった。離婚後、男手一つで希久夫を育てる。
間宮（蓮見）千江
演 - 丘みつ子
希久夫の母。再婚し、琵琶湖畔に次男夫婦と共に暮らす。
袴田信
演 - 石橋蓮司
美奈子から遺言を預かった弁護士。
仁科征二郎
演 - 宇崎竜童
整備士。晴香の祖父。信州の諏訪湖畔でオートバイショップを営む。実は伝説的メカニックで、エスハチの開発者の一人。
伊川草織
演 - 広末涼子
希久夫の元恋人。高校時代から10年間希久夫と付き合った。外資系大手企業の社員、シアトルへの本社派遣赴任したことがきっかけで希久夫と別れてしまった。今は愛媛県松山でガーデンショップを営む。
角田純作
演 - 木村祐一
純哉の腹違いの兄。京都で洋食屋を営む。
杉本哲太郎
演 - 平埜生成
希久夫の後輩。製薬会社の研究員。
柏木理津子
演 - 美波
セントラル・ツアーの現地添乗員。フランス語が堪能。
富樫阿弥子
演 - 徳永えり
由紀夫の妻。
河野久美
演 - 遊井亮子
草織の親友。ガーデンショップの共同経営者。
辻浩一
演 - 大鷹明良
カコ
演 - 田中紗衣
藤木が蓮見と話すために連れて行ったカフェの店員。藤木の後輩。新婚らしい。美奈子も同じ店の同じ席で藤木と話した。
宮川恵津子
演 - 美村里江
産婦人科の医師。美奈子の親友。

### スタッフ
- 原作・脚本・演出 - 源孝志「グレースの履歴」
- 音楽 - 阿部海太郎
- 制作統括 - 樋口俊一（NHK）、八巻薫（オッティモ）[1]
- プロデューサー - 森井敦（東映京都撮影所）[1]、中森幸介（東映京都撮影所）[2]、石﨑宏哉（東映京都撮影所）[2]
- 料理監修　大原千鶴

### 放送日程
| 放送回 | 放送日  | サブタイトル     |
| ------ | ------- | ---------------- |
| 第1話  | 3月19日 | メッセージ       |
| 第2話  | 3月26日 | 昔の男           |
| 第3話  | 4月02日 | 失われた家族     |
| 第4話  | 4月09日 | グレース・ケリー |
| 第5話  | 4月16日 | キャッチボール   |
| 第6話  | 4月23日 | 記憶のかけら     |
| 第7話  | 4月30日 | 望まざる再会     |
| 最終話 | 5月07日 | 永遠の孤独       |

### 受賞
- ギャラクシー賞（放送批評懇談会)[3]
  - 第61回ギャラクシー奨励賞
- 第42回向田邦子賞

| NHK BSプレミアム・NHK BS4K プレミアムドラマ | NHK BSプレミアム・NHK BS4K プレミアムドラマ | NHK BSプレミアム・NHK BS4K プレミアムドラマ                                     |
| 前番組                                      | 番組名                                      | 次番組                                                                          |
| ------------------------------------------- | ------------------------------------------- | ------------------------------------------------------------------------------- |
| 我らがパラダイス （2023年1月8日 - 3月12日） | グレースの履歴 （2023年3月19日 - 5月7日）   | 家族だから愛したんじゃなくて、 愛したのが家族だった （2023年5月14日 - 7月16日） |